# Westminsterfördraget 1511
Westminsterfördraget undertecknades i november 1511 av Henrik VIII av England och Ferdinand II av Aragonien. Det var en utfästelse om ömsesidig hjälp mellan de två mot Frankrike under Valoisdynastin.
Tidigare det året hade kardinal Thomas Wolsey övertygat Henrik att sluta upp med sin svärfar i en helig liga som också inkluderade Maximilian I av Tysk-romerska riket, Schweiz kantoner och Republiken Venedig.
Ferdinand av Aragonien lämnade den heliga ligan 1514, efter att ha utnyttjat en engelsk expedition till Frankrike (ledd av markisen av Dorset) som avledande faktor, vilket tillät honom att erövra regionen Navarra nära Pyreneerna. Dessa missbruk av förtroende gjorde att Henrik VIII och Thomas Wolsey blev mycket mer försiktiga i sin utrikespolitik, vilket ledde till det mycket mindre kostsamma och mer effektiva Londonfördraget i oktober 1518, som fick England att framstå som Europas fredsmäklare, snarare än som en mindre krigshetsare. 